# (3948) Bohr
(3948) Bohr (1985 RF) – planetoida z grupy pasa głównego asteroid okrążająca Słońce w ciągu 3,41 lat w średniej odległości 2,26 j.a. Odkryta 15 września 1985 roku.